# Sofja Razumovská
Sofja Stěpanovna Razumovská (rusky Софья Степановна Разумовская; 22. září 1746 – 8. října 1803, Petrohrad) byla ruská dvorní dáma. Sloužila jako hlavní dvorní dáma carevně Kateřině II. Veliké. Provdaná byla za Pjotra Kirilloviče Razumovského, mimo jiné však byla milenkou cara Pavla I. S ním zplodila syna Semjona Velikého.

## Život
Sofie Razumovská byla dcerou Stěpana Fjodoroviče Ušakova a Anny Semjonovny. Byla vybrána jako hlavní dvorní dáma carevny Kateřiny II. Veliké. Provdala se za Michajla Petroviče Czartoryského, velmi brzy však ovdověla.
Aktivně se účastnila života u dvora a byla známá temperamentním životním stylem. Když se začalo plánovat, že by se velkokníže Pavel stal novým carem, spekulovalo se o jeho sexuálních schopnostech, jestli by vůbec mohl zplodit potomky. Sofie se nabídla, že jej otestuje. Byla úspěšná a porodila velkoknížeti syna Semjona Velikého. Jeho výchovu poté zajistila sama carevna Kateřina.
Pavel se v roce 1773 oženil a v roce 1776 byla Sofie provdána za Pjotra Kirilloviče Razumovského, syna polního maršála Kirilla Grigorjeviče Razumovského. I přesto, že její tchán s manželstvím nesouhlasil, bylo toto manželství šťastné.